# Cnidoscolus autlanensis
Cnidoscolus autlanensis là một loài thực vật có hoa trong họ Đại kích. Loài này được Breckon mô tả khoa học đầu tiên năm 1995.